# George Rosenkranz
George Rosenkranz (nacido György Rosenkranz, Budapest, 20 de agosto de 1916-Atherton (California), 23 de junio de 2019) fue un químico mexicano especialista en esteroides y jugador de bridge. 

## Biografía
Nació en Hungría, estudió en Suiza y vivió en México durante 66 años. En la compañía Syntex, dirigió los grupos de investigación que desarrollaron la píldora anticonceptiva combinada oral y la producción de otros esteroides útiles. También era muy bueno en el Bridge.
- Datos: Q1965037
- Multimedia: George Rosenkranz / Q1965037